# HIDIVE
Hidive (estilizado en mayúsculas) es una plataforma streaming estadounidense de video bajo demanda propiedad de AMC Networks que transmite anime y cine japonés.
El servicio se lanzó en junio de 2017 después de la disolución del servicio en línea de Anime Network, que sobrevivió después de la liquidación de los activos de la antigua A.D. Vision en 2009.

## Historia

### Orígenes y establecimiento
Hidive, LLC, una nueva compañía no afiliada a Anime Network, se formó en 2017 y poco después adquirió los activos de Anime Network Online y los dividió en el nuevo servicio de transmisión luego de la discontinuación de Anime Network Online. Las suscripciones anteriores de Anime Network Online se trasladaron posteriormente a Hidive.
Transmite exclusivamente títulos con licencia seleccionados de Sentai y Section23, así como algunos que anteriormente estaban en manos de A.D. Vision, incluida una pequeña cantidad de títulos que anteriormente eran exclusivos del desaparecido canal de transmisión Anime Strike.
El 21 de julio de 2017, HIDIVE anunció que el servicio comenzaría a ofrecer títulos de anime seleccionados con subtítulos en español y portugués y comenzó a ofrecer "Dubcasts" más adelante en marzo de 2018. Al igual que SimulDubs, compite contra el programa SimulDub de Funimation. Esto permite a Hidive transmitir doblajes de títulos transmitidos simultáneamente aproximadamente dos o tres semanas después de la transmisión japonesa inicial.
El 18 de octubre de 2018, VRV anunció que HIDIVE lanzaría su canal en su servicio, que reemplazó a FUNimation Now, que abandonó el servicio el 9 de noviembre de 2018.
El 5 de septiembre de 2020, Sentai Filmworks anunció que se habían asociado con Crunchyroll para distribuir títulos con licencia de Crunchyroll en videos domésticos y venta electrónica, con Granbelm, Food Wars!: Shokugeki no Soma: The Fourth Plate, Ascendance of a Bookworm y World Trigger siendo los primeros títulos distribuidos a través de la asociación.
Sony anunció la adquisición de la empresa matriz de VRV, Crunchyroll de AT&T el 9 de agosto de 2021, a través de su subsidiaria FUNimation. Una vez efectiva la adquisición, Hidive dejó el servicio el 30 de septiembre de ese año.

### Adquisición de AMC
El 5 de enero de 2022, AMC Networks anunció que había adquirido la empresa matriz de Sentai Filmworks, Sentai Holdings, LLC, y todos sus activos y subsidiarias, incluidos HIDIVE, Anime Network y los "intereses de los miembros" del Cool Japan Fund, a través de su subsidiaria Digital Tienda LLC.
Antes de la venta, en agosto de 2021, Funimation de Sony (una empresa conjunta entre Sony Pictures Television y Aniplex) adquirió Crunchyroll de WarnerMedia de AT&T. Esto eventualmente llevaría a que varios títulos de Sentai salieran de la plataforma de Crunchyroll el 31 de marzo de 2022.
El 13 de noviembre de 2023, HIDIVE notificó a los usuarios que dejaría de operar en determinadas áreas fuera de América del Norte a partir del 14 de diciembre.
En marzo de 2024, el sitio web de HIDIVE se actualizó con una nueva interfaz de usuario. También se agregaron nuevas funciones, como visualización sin conexión, colas de historial actualizadas y la capacidad de crear múltiples listas de seguimiento personalizadas.

## Programación

### ANIME x HIDIVE
Después de que AMC Networks adquiriera Sentai en enero de 2022, AMC lanzó un canal gratuito de transmisión de televisión con publicidad (FAST), ANIME x HIDIVE se creó en abril como uno de los canales FAST de AMC Network, que luego se lanzó en el servicio de transmisión Plex más adelante en marzo de 2023. El canal, basado en el servicio de transmisión Hidive, reproduce anime con licencia de Sentai y se transmite en HIDIVE.